# Ardres
Ardres és un municipi francès situat al departament del Pas de Calais i a la regió dels Alts de França. L'any 2007 tenia 4.193 habitants.

## Demografia

### Població
El 2007 la població de fet d'Ardres era de 4.193 persones. Hi havia 1.616 famílies de les quals 435 eren unipersonals (138 homes vivint sols i 297 dones vivint soles), 458 parelles sense fills, 540 parelles amb fills i 183 famílies monoparentals amb fills.
La població ha evolucionat segons el següent gràfic:
Habitants censats

### Habitatges
El 2007 hi havia 1.749 habitatges, 1.633 eren l'habitatge principal de la família, 31 eren segones residències i 85 estaven desocupats. 1.540 eren cases i 193 eren apartaments. Dels 1.633 habitatges principals, 960 estaven ocupats pels seus propietaris, 635 estaven llogats i ocupats pels llogaters i 38 estaven cedits a títol gratuït; 20 tenien una cambra, 144 en tenien dues, 256 en tenien tres, 401 en tenien quatre i 812 en tenien cinc o més. 1.113 habitatges disposaven pel capbaix d'una plaça de pàrquing. A 747 habitatges hi havia un automòbil i a 585 n'hi havia dos o més.

### Piràmide de població
La piràmide de població per edats i sexe el 2009 era:
| Homes | Edats   | Dones |
| ----- | ------- | ----- |
| 0     | 95 o +  | 13    |
| 4     | 90 a 94 | 16    |
| 9     | 85 a 89 | 43    |
| 9     | 80 a 84 | 34    |
| 44    | 75 a 79 | 98    |
| 67    | 70 a 74 | 102   |
| 99    | 65 a 69 | 125   |
| 90    | 60 a 64 | 108   |
| 54    | 55 a 59 | 48    |
| 126   | 50 a 54 | 136   |
| 179   | 45 a 49 | 156   |
| 140   | 40 a 44 | 165   |
| 136   | 35 a 39 | 141   |
| 126   | 30 a 34 | 124   |
| 159   | 25 a 29 | 130   |
| 115   | 20 a 24 | 94    |
| 191   | 15 a 19 | 168   |
| 184   | 10 a 14 | 170   |
| 129   | 5 a 9   | 165   |
| 90    | 0 a 4   | 110   |

## Economia
El 2007 la població en edat de treballar era de 2.678 persones, 1.802 eren actives i 876 eren inactives. De les 1.802 persones actives 1.519 estaven ocupades (910 homes i 609 dones) i 283 estaven aturades (127 homes i 156 dones). De les 876 persones inactives 171 estaven jubilades, 286 estaven estudiant i 419 estaven classificades com a «altres inactius».

### Ingressos
El 2009 a Ardres hi havia 1.635 unitats fiscals que integraven 4.139 persones, la mediana anual d'ingressos fiscals per persona era de 15.609 €.

### Activitats econòmiques
Dels 211 establiments que hi havia el 2007, 1 era d'una empresa extractiva, 8 d'empreses alimentàries, 1 d'una empresa de fabricació d'altres productes industrials, 14 d'empreses de construcció, 52 d'empreses de comerç i reparació d'automòbils, 6 d'empreses de transport, 28 d'empreses d'hostatgeria i restauració, 2 d'empreses d'informació i comunicació, 12 d'empreses financeres, 7 d'empreses immobiliàries, 28 d'empreses de serveis, 37 d'entitats de l'administració pública i 15 d'empreses classificades com a «altres activitats de serveis».
Dels 60 establiments de servei als particulars que hi havia el 2009, 1 era una oficina d'administració d'Hisenda pública, 1 gendarmeria, 1 oficina de correu, 5 oficines bancàries, 4 tallers de reparació d'automòbils i de material agrícola, 2 tallers d'inspecció tècnica de vehicles, 2 autoescoles, 5 guixaires pintors, 2 fusteries, 1 lampisteria, 3 electricistes, 2 empreses de construcció, 7 perruqueries, 2 veterinaris, 17 restaurants, 2 agències immobiliàries, 1 tintoreria i 2 salons de bellesa.
Dels 33 establiments comercials que hi havia el 2009, 1 era un hipermercat, 1 un supermercat, 4 botiges de menys de 120 m², 5 fleques, 3 carnisseries, 2 llibreries, 3 botigues de roba, 1 una sabateria, 1 una botiga d'electrodomèstics, 3 botigues de material esportiu, 2 drogueries, 1 una perfumeria i 6 floristeries.
L'any 2000 a Ardres hi havia 12 explotacions agrícoles que ocupaven un total de 441 hectàrees.

## Equipaments sanitaris i escolars
El 2009 hi havia 3 farmàcies i 1 ambulància.
El 2009 hi havia 2 escoles maternals i 3 escoles elementals. Ardres disposava de 2 col·legis d'educació secundària amb 859 alumnes.

## Poblacions més properes
El següent diagrama mostra les poblacions més properes.